# Stevo Žigon
Štefan »Stevo« Žigon, srbski gledališki, televizijski, filmski igralec in režiser, slovenskega rodu, * 8. december 1926, Ljubljana, † 28. december 2005, Beograd.

## Življenje in delo
Stevo Žigon je bil rojen v družini krojača Štefana in Marije Žigon. Starša sta se leta 1922 po italijanski zasedbi primorske preselila v Ljubljano, kjer je od 1937 obiskoval I. realno gimnazijo in 1945 maturiral. Februarja 1942 je postal član SKOJ. V letih 1943–1945 je bil zaprt v Koncentracijskem taborišču Dachau. Leta 1946 se je v Ljubljani vpisal na takratno Akademijo za igralsko umetnost (Ivan Levar), od 1946–1948 študiral na Državnem gledališkem inštitutu v Leningradu (LGTI; Leonid S. Vivien) in 1951 diplomiral z vlogo Marchbanksa v Kandidi G.B. Shawa) na Pozorišćni akademiji v Beogradu. Od 1948 je bil angažiran v Jugoslovanskem dramskem pozorištu (vodja B. Stupica). V Beogradu nastopal do upokojitve 1982. Prejel je več priznanj in državnih odlikovanj.
Odigral je številne vloge na odrskih deskah, nastopal pa je tudi v televizijskih igrah in nadaljevankah jugoslovanskih dramatikov (Odpisani, 1974; Vrnitev odpisanih, 1976) ter igral v okoli 30 filmih. Kot igralec se je odlikoval v psihološko zapletenih nosilnih vlogah, kot režiser pa se je najpogosteje loteval del ruskih klasikov. Veliko je gostoval tudi v slovenskih gledališčih in med drugim režiral drame Pygmalion G.B. Shawa, Otroci sonca in Barbari M. Gorkega, Ženitev N.V. Gogolja in Šola za obrekovanje R. Sheridana.

## Zasebno življenje
Leta 1950 je tedaj 24-letni Štefan Žigon spoznal 17-letno Jeleno Jovanović. Osem let kasneje sta se poročila. Istega leta (13.7.1958) se jima je v Ljubljani rodil prvi otrok, sin Nikola. Skoraj pet let kasneje pa sta igralca dobila še drugega otroka, hčerko, ki sta jo poimenovala Ivana (roj.2.2.1968).

## Priznanja
- Red zaslug za ljudstvo (1951)
- Sedmojulijska nagrada SR Srbije  (1963)
- Zlata arena na filmskem festivalu v Pulju (1970)
- Red dela z zlatim vencem (1974)

## Filmografija
- Kala (1958)
- Oxygen (1970)
- Odpisani (1974)
- Povratek odpisanih (1976)
- Deseti brat (1984)
- Heretik (1986)